# Truxton King
Truxton King er en amerikansk stumfilm fra 1923 af Jerome Storm.

## Medvirkende
- John Gilbert som Truxton King
- Ruth Clifford som Lorraine
- Frank Leigh som Marlaux
- Michael D. Moore som Robin
- Otis Harlan som Hobbs
- Henry Miller, Jr. som Carlos Von Enge
- Richard Wayne som John Tullis
- Willis Marks som William Spanz